# Египетская кобылка
Египетская кобылка, или египетская саранча (лат.  Anacridium aegyptium) — вид из рода Anacridium семейства Настоящие саранчовые.

## Ареал
Встречается на территории большинства стран Европы, в Афро-тропической экозоне, в восточной Палеарктике, на Ближнем Востоке и в Северной Африке.

## Описание
Один из крупнейших видов прямокрылых в Европе. Взрослые самцы достигают длины 30—55 мм, самки 65—70 мм.

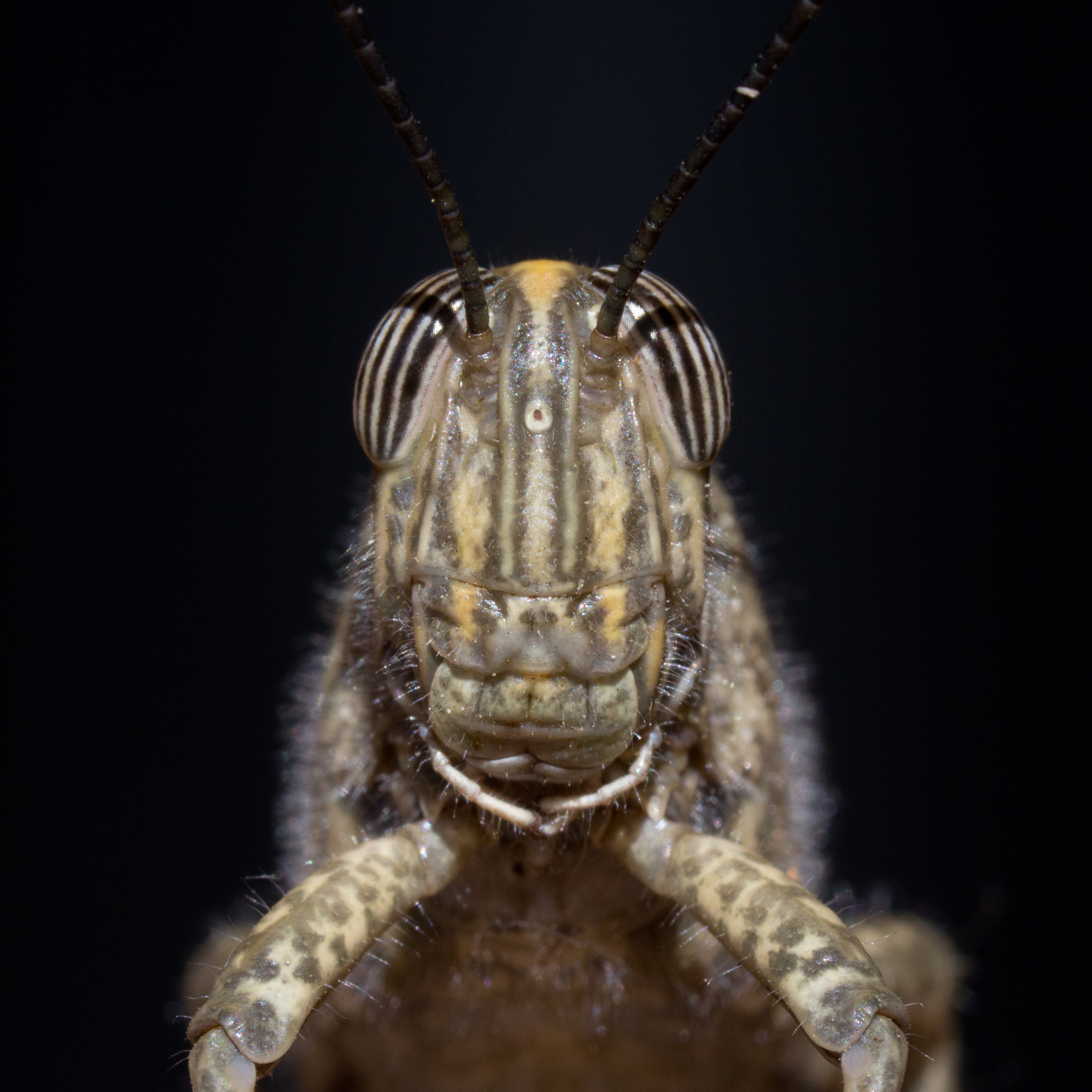
Голова Anacridium aegyptium

Окраска тела серого, коричневого или оливкового цвета. Голени задних ног синего цвета, бедра оранжевые. Бедра задней пары ног имеют характерные тёмные отметины. Их легко идентифицировать по характерным вертикальным чёрно-белым полосам на глазах. Крылья небольшие с тёмными пятнами.

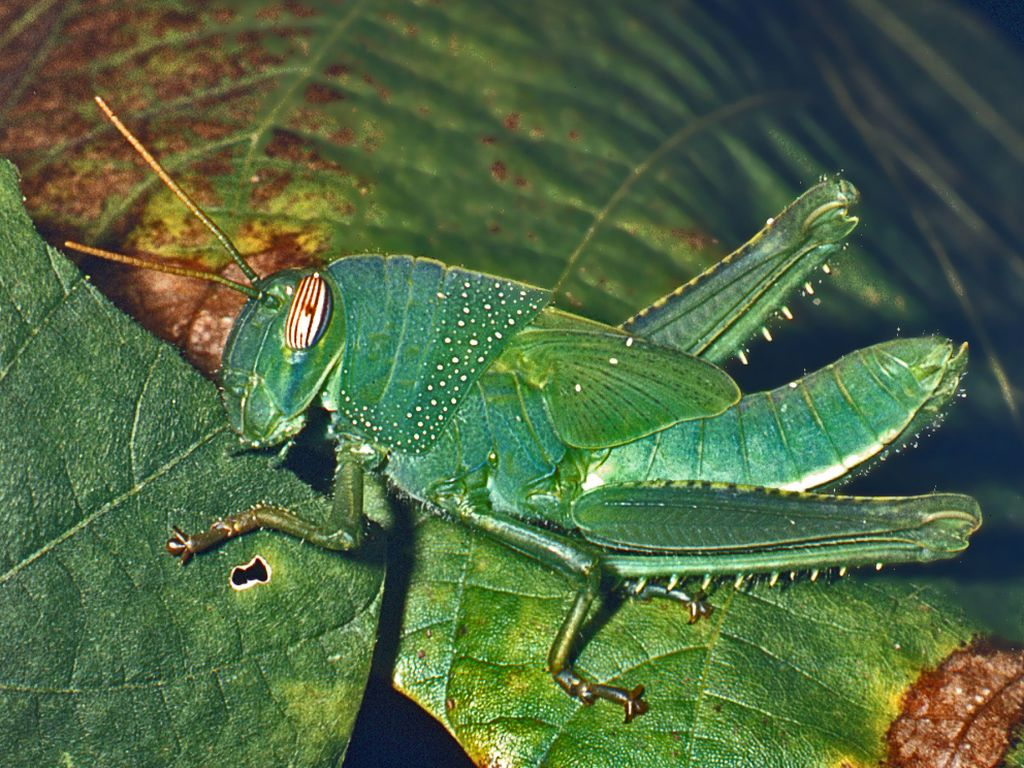
Anacridium aegyptium, личинка

## Биология вида
Вид не является вредителем сельскохозяйственных культур. Имаго встречаются в августе и сентябре, в теплых и сухих местах. После спаривания зимуют. Весной самки откладывают яйца в почву. Личинки появляются в апреле. Их цвет варьируется от жёлтого до ярко-зелёного.

## Вариации
- Anacridium aegyptium var. rubrispinum (Bei-Bienko, 1948) = Anacridium rubrispinum Bei-Bienko, 1948